# Comarca de Ivinhema
A Comarca de Ivinhema é uma comarca brasileira localizada no estado de Mato Grosso do Sul, a 280 quilômetros da capital.

## Generalidades
Sendo uma comarca de segunda entrância, tem uma superfície total de 2,85 mil km², o que totaliza 0,7% da superfície total do estado. A povoação total da comarca é de 27 mil habitantes, aproximadamente o 1,5% do total da povoação estadual, e a densidade de povoação é de 9,5 habitantes por km².
A comarca inclui os municípios de Ivinhema e Novo Horizonte do Sul. Limita-se com as comarcas de Batayporã, Nova Andradina, Angélica, Deodápolis, Glória de Dourados e Fátima do Sul
Economicamente possui PIB de R$ 354 453 000,00 e PIB per capita de R$ 12 984,10.